# Polybia selvana
Polybia selvana är en getingart som beskrevs av Carpenter 2002. Polybia selvana ingår i släktet Polybia och familjen getingar. Inga underarter finns listade i Catalogue of Life.